# Fjärde världen
Fjärde världen är ursprungsbefolkning eller extremt fattiga utvecklingsländer. Termen är dock inte allmänt accepterad, och även andra delar av världen har kallats "fjärde världen" i förhållande till de mer allmänt använda begreppen första, andra och tredje världen.